# Verbandsgemeinde Wachenheim an der Weinstraße
La comunità amministrativa di Wachenheim an der Weinstraße (Verbandsgemeinde Wachenheim an der Weinstraße) si trova nel circondario di Bad Dürkheim nella Renania-Palatinato, in Germania.

## Comuni
Fanno parte della comunità amministrativa i seguenti comuni:
| Comune, città                       | Sup. (km²) | Abitanti |
| ----------------------------------- | ---------- | -------- |
| Ellerstadt                          | 6,34       | 2 385    |
| Friedelsheim                        | 4,16       | 1 456    |
| Gönnheim                            | 6,54       | 1 606    |
| Wachenheim an der Weinstraße, città | 24,97      | 4 527    |
| Verbandsgemeinde gesamt             | 42,01      | 9 974    |

(Abitanti al 31 dicembre 2021)